# Carrier Air Wing Three
3ème Escadre aérienne embarquée
Le Carrier Air Wing Three (CVW-3) est une escadre aérienne embarquée de l'US Navy, connue sous le nom de "Battle Axe", basée au Naval Air Station Oceana, en Virginie, avec la plupart de ses différents escadrons également basés au NAS Oceana. Le Carrier Air Wing three, depuis 2012, a été réguliérement affecté à l'USS Harry S. Truman (CVN-75) basé à Norfolk, dans le cadre du CSG-10). Depuis juin 2016, il est embarqué par l'USS Dwight D. Eisenhower (CVN-69)

## Historique
Carrier Air Wing Three existe depuis plus longtemps que toute autre escadre aérienne de porte-avions de l'US Navy, à l'exception du Carrier Air Wing One (CVW-1), toutes deux ont été créées le 1er juillet 1938. Il a d'abord porté le nom de Saratoga Air Group en 1938 et redésigné Carrier Air Group THREE (CVG-3) en 1943. Il a pris le nom définitif de Carrier Air Wing Three (CVW-3) en 1963.
Depuis sa création, le CVW-3 a servi pendant la Seconde guerre mondiale, la guerre de Corée, la crise des missiles de Cuba, la guerre du Vietnam, le Liban, la Libye , la guerre du Golfe, la guerre d'Irak et la Guerre d'Afghanistan

## Les unités subordonnées
Liste des escadrons participants au CVW-3 sur l'USS Dwight D. Eisenhower (CVN-69) de Janvier à août 2020.
| Code    | Insigne | Escadron                                    | Surnom      | Avion                |
| ------- | ------- | ------------------------------------------- | ----------- | -------------------- |
| VFA-32  |         | Strike Fighter Squadron 32                  | Swordsmen   | F/A-18F Super Hornet |
| VFA-83  |         | Strike Fighter Squadron 83                  | Rampagers   | F/A-18E Super Hornet |
| VFA-105 |         | Strike Fighter Squadron 105                 | Gunslingers | F/A-18E Super Hornet |
| VFA-131 |         | Strike Fighter Squadron 131                 | Wildcats    | F/A-18E Super Hornet |
| VAW-123 |         | Carrier Airborne Early Warning Squadron 123 | Screwtops   | E-2C Hawkeye         |
| VAQ-130 |         | Electronic Attack Squadron 130              | Zappers     | EA-18G Growler       |
| VRC-40  |         | Fleet Logistics Support Squadron 40         | Rawhides    | C-2A Greyhound       |
| HSC-7   |         | Helicopter Sea Combat Squadron 7            | Dusty Dogs  | MH-60S Seahawk       |
| HSM-74  |         | Helicopter Maritime Strike Squadron 74      | Swamp Foxes | MH-60R Seahawk       |